# Duesenberg J
El Duesenberg J fue uno de los automóviles más exclusivos que se construyeron no sólo en los Estados Unidos, sino en el mundo entero. El Duesenberg J (en sus diversas versiones) representó el poder y la opulencia característicos de las épocas de bonanza de la Norteamérica de los 1920, soportando la Gran Depresión gracias a los multimillonarios y actores de Hollywood, sus principales compradores. Entre los más notables usuarios estaban Clark Gable y Gary Cooper personajes que elevaron al J como un auto legendario. 
Este automóvil superó la crisis económica al lograr que su reducida producción se extendiera hasta 1937, nueve años después de su lanzamiento, sin que su coste de 20 000 USD, alto para la época, fuera un impedimento. Con un motor de 6,9 litros y 198 kW (269 cv) a 4200 rpm, era capaz de alcanzar hasta los 200 km/h.
378 de los 481 Duesenberg J construidos todavía existen,[cita requerida] siendo uno de los coches más buscados y valiosos para los coleccionistas, que son capaces de ofrecer extraordinarias cantidades[¿cuántos?] por tener una de estas obras de arte.
Alfonso XIII usó un vehículo de este modelo para desplazarse de Madrid a Cartagena, la noche del 14 al 15 de abril de 1931, cuando salía al exilio.